# کلیسای سنت جوزف، کوئوپیو
کلیسای سنت جوزف، کوئوپیو (انگلیسی: Saint Joseph's Church, Kuopio، (فنلاندی: Pyhän Joosefin kirkko) یک بنای مذهبی واقع در کوئوپیو، فنلاند است، که به کلیسای کاتولیک مرتبط است و وقف یوسف نجار شده است.
این کلیسا در ابتدا به عنوان یک کلیسای لوتری ساخته شد. ساخت آن بین سال‌های ۱۹۱۲ تا ۱۹۱۳ انجام شد. این کلیسا در سال ۱۹۴۵، زمانی که برج ساعت خریداری شد، به عنوان کلیسا افتتاح شد. کلیسا در دهه ۱۹۶۰ و اخیراً در سال ۲۰۰۲، زمانی که برای ایجاد برخی تغییرات بازگشتند، اصلاح شد.
کلیسای لوتری منیستو فروش آن به کلیسای کاتولیک را در ژوئن ۲۰۱۳ تأیید کرد. این ساختمان در ۳ مه ۲۰۱۴ به عنوان یک کلیسای کاتولیک تقدیس شد.